# Lee Lik-chi
Dans ce nom chinois, le nom de famille, Lee, précède le nom personnel.
Lee Lik-chi (李力持), né le 10 mai 1961 à Hong Kong, est un réalisateur, scénariste et acteur hongkongais

## Filmographie

### Comme réalisateur
- 1991 : Magnificent Scoundrels
- 1992 : Once Upon a Time a Hero in China
- 1993 : The Tigers: The Legend of Canton
- 1993 : Once Upon a Time a Hero in China II
- 1993 : Flirting Scholar
- 1994 : Modern Romance
- 1994 : Love on Delivery (Po huai zhi wang) (coréalisé avec Stephen Chow)
- 1994 : Bons baisers de Pékin (Guo chan Ling Ling Qi) (coréalisé avec Stephen Chow)
- 1995 : Ten Brothers
- 1995 : Tricky Business
- 1995 : Romantic Dream
- 1996 : God of Cookery (Sik san) (coréalisé avec Stephen Chow)
- 1997 : Killing Me Tenderly
- 1998 : The Lucky Guy
- 1999 : The King of Comedy (Hei kek ji wong) (coréalisé avec Stephen Chow)

### Comme acteur
- 1995 : Out of the Dark de Jeffrey Lau